# 228 Dywizja Piechoty (III Rzesza)
228 Dywizja Piechoty (niem. 228. Infanterie-Division) – niemiecka dywizja z czasów II wojny światowej, uczestniczyła w agresji na Polskę.
Sformowana przez dowództwo Landwehry w Elblągu ze starszych wiekiem żołnierzy, na mocy rozkazu z 16 sierpnia 1939 roku, w 3. fali mobilizacyjnej w III Okręgu Wojskowym.
228 DP Landwehry gen. mjr, Hansa Suttnera  zajęła pozycje wyjściowe w rejonie: Trumieje-Kisielice-Jędrychowo, z zadaniem nacierania w ogólnym kierunku na Łasin-Słupski Młyn.
W 1940 roku została rozwiązana, prawdopodobnie powodem był zbyt wysoki wiek służących w niej żołnierzy.

## Dowódcy dywizji
Dowódcy:
- gen. mjr/gen. por. Hans Suttner 16 VIII 1939 – 1 III 1940;
- gen. por. Karl-Ulrich Neumann-Neurode 1 III 1940 – 8 VII 1940;

Szef sztabu:
- mjr Henning von Tresckow (w czasie agresji na Polskę[4])

## Struktura organizacyjna
- Struktura organizacyjna w sierpniu 1939[4]

325., 356. i 400. pułk piechoty, 228. pułk artylerii, 228. batalion pionierów, 228. oddział rozpoznawczy, 228. oddział przeciwpancerny, 288. oddział łączności, 288. polowy batalion zapasowy;
- Struktura organizacyjna w grudniu 1939 roku:

325., 356. i 400. pułk piechoty, II./217. pułku artylerii, 228. batalion pionierów, 228. oddział rozpoznawczy, 228. oddział przeciwpancerny, 288. oddział łączności, 288. polowy batalion zapasowy;